# Still Ill
Still Ill es una canción de la banda de rock inglesa The Smiths. Fue escrita por el cantante Morrissey y el guitarrista Johnny Marr. Apareció en el álbum debut, "The Smiths", en febrero de 1984. Otra versión de la canción fue incluida en el álbum recopilatorio "Hatful of Hollow" en noviembre de 1984.

## Descripción general
"Still Ill" ha sido descrita tanto como la "realización profundamente personal de Morrissey de que sus antiguos sueños y libertades estaban muertos" como también como una reflexión sobre su orientación sexual, en la era de Thatcher. En 2018, The Independent la describió como "infundida con amargura hacia los fallos políticos del país". Es una canción melancólica y conmovedora que se preocupa de que la vida nunca volverá a ser simple y despreocupada. Las letras de la canción hacen referencia a una nostalgia por el pasado ("Ya no podemos aferrarnos a los viejos sueños"), al disgusto de Morrissey por trabajar en empleos regulares y a sus sentimientos hacia alguien a quien había besado "en los viejos tiempos", pero siente de manera diferente cuando los besa en el presente. También reflexiona sobre si el cuerpo domina la mente, o viceversa. Escribiendo en Paste, Tyler Kane señala que la canción "puede sonar esperanzadora, melancólica y de vuelta en cuestión de unos pocos compases".
Morrissey tomó la frase "Bajo el puente de hierro nos besamos, y aunque terminé con los labios doloridos ..." de la autobiografía de Viv Nicholson . 
La composición de la canción por parte de Johnny Marr y su hábil interpretación de las difíciles transiciones de humor en ella han sido elogiadas con frecuencia. Las grabaciones se caracterizan por un juego de bajo particularmente intrincado por parte del bajista de The Smiths, Andy Rourke, como menciona Marr en su autobiografía.

## Recepción
"Still Ill" ha sido considerada como "Una de las mejores y más queridas canciones de los Smiths" y sigue siendo un elemento básico en las listas de conciertos de Morrissey y Johnny Marr.     
Encyclopædia Britannica señala que "canciones como 'Still Ill' sellaron el papel [de Morrissey] como portavoz de la juventud descontenta". 
En Consequence of Sound, TJ Kliebhan escribe que "el brillante uso de imágenes que hace Morrissey en 'Still Ill' se ve limitado por sus encantadores gemidos y su malestar empático. La versión de esta canción que aparece en la compilación Hatful of Hollow presenta una bonita armónica que suena tremendamente inapropiado para una canción de los Smiths y aun así se siente extrañamente como en casa en este caso". 
En una entrevista de 2008, Elvis Costello destacó la canción y dijo: "Me encantó el primer álbum de los Smith, especialmente 'Still Ill' y 'Reel Around The Fountain'. Morrissey es un gran letrista". 

## Influencia
Un documental de 2007 sobre The Smiths se titula The Smiths: Still Ill .  El título del drama biográfico no autorizado de 2017 sobre Morrissey, England Is Mine, proviene de la primera línea de esta canción: "Decreto hoy que la vida es simplemente tomar y no dar/Inglaterra es mía y me debe la vida". .     En 2017, Christopher Federico de The Washington Post tituló su breve artículo de opinión sobre la Ley del Cuidado de Salud a Bajo Precio "The Smiths, 'Still Ill': The Week In One Song". 